# Comuna Fărcașa, Maramureș
Fărcașa (în maghiară: Farkasaszó) este o comună în județul Maramureș, Transilvania, România, formată din satele Buzești, Fărcașa (reședința), Sârbi și Tămaia.

## Așezare
Comuna Farcasa se situeaza în partea de vest a județului Maramureș, pe râul Someș, la 23 km de municipiul Baia Mare, în cadrul marii unități de relief numită Depresiunea Baia Mare, și are un climat temperat, cu precipitații în general suficiente pe parcursul întregului an.

## Demografie
Componența etnică a comunei Fărcașa
     Români (91,94%)
     Romi (2,12%)
     Alte etnii (5,93%)
Componența confesională a comunei Fărcașa
     Ortodocși (81,45%)
     Penticostali (9,91%)
     Alte religii (2,17%)
     Necunoscută (6,47%)
Conform recensământului efectuat în 2021, populația comunei Fărcașa se ridică la 4.096 de locuitori, în creștere față de recensământul anterior din 2011, când fuseseră înregistrați 4.015 locuitori. Majoritatea locuitorilor sunt români (91,94%), cu o minoritate de romi (2,12%). Din punct de vedere confesional, majoritatea locuitorilor sunt ortodocși (81,45%), cu o minoritate de penticostali (9,91%), iar pentru 6,47% nu se cunoaște apartenența confesională.

## Politică și administrație
Comuna Fărcașa este administrată de un primar și un consiliu local compus din 13 consilieri. Primarul, Ioan Stegeran[*], de la Partidul Național Liberal, este în funcție din 2000. Începând cu alegerile locale din 2024, consiliul local are următoarea componență pe partide politice:
|  | Partid                          | Consilieri | Componența Consiliului | Componența Consiliului | Componența Consiliului | Componența Consiliului | Componența Consiliului | Componența Consiliului | Componența Consiliului |
|  | ------------------------------- | ---------- | ---------------------- | ---------------------- | ---------------------- | ---------------------- | ---------------------- | ---------------------- | ---------------------- |
|  | Partidul Național Liberal       | 7          |                        |                        |                        |                        |                        |                        |                        |
|  | Partidul Social Democrat        | 4          |                        |                        |                        |                        |                        |                        |                        |
|  | Uniunea Salvați România         | 1          |                        |                        |                        |                        |                        |                        |                        |
|  | Alianța pentru Unirea Românilor | 1          |                        |                        |                        |                        |                        |                        |                        |

## Istoric
Prima localitate despre care există mențiuni scrise este satul Tămaia, în anul 1231, și este printre primele 30 de localități din Transilvania atestate documentar. Cea de-a doua localitate menționată în documentele scrise ale vremii este satul Fărcașa și apare sub denumirea “La lupi”, în anul 1424. Localitatea Sîrbi este atestată documentar în anul 1424, cu numele tradus “posesiunea românească a lui Toth”. Denumirile maghiarizate sau germanizate pe care le-a avut de-a lungul timpului se leagă de dominația străină asupra Transilvaniei. Cea de-a patra localitate componentă a comunei Fărcașa, Buzești, este cea mai recentă, primele mențiuni scrise despre ea apar în documente în anul 1648. Documente din anul 1828 fac referire la localitatea Buzești sub numele germanizat Busepsstye, în traducere “producători de lână”, probabil de la faptul că vechii locuitori erau în principal crescători de oi și capre, iar principalele venituri proveneau din vânzarea lânii și cașului.

## Obiective turistice
Pe teritoriul comunei Fărcașa există câteva edificii culturale demne de amintit. Cel mai important lăcaș de cult este Biserica “Sfinții Arhangheli Mihail și Gavril” din satul Buzești. Aceasta datează din anul 1799 și este declarată monument istoric de interes național având codul MM-II-m-A-04533. Sfântul edificiu cultural are o construcție aparte, arhitectura acesteia fiind puternic influențată de stilul baroc. Pictura bisericii datează din secolul al XIX-lea, însă din lipsă de interes aceasta s-a deteriorat complet.Biserica de lemn din Buzești este în plin proces de restaurare și va fi inclusă în circuitul turistic din Nordul Transilvaniei” reînviind în acest fel turismul ecumenic din zonă. În incinta Bisericii de lemn s-a construit un punct de informare turistică care vine în ajutorul turiștilor oferind informații,pliante,fotografii ale monumentului etc.Este în curs de amenajare și o parcare pentru autocare.Alături de monumentala biserică, pe teritoriul comunei Fărcașa demne de amintit sunt: Biserica ortodoxă Nouă din Buzești cu hramul “Sfinții Arhangheli Mihail și Gavril” datată din anul 1992, Biserica “Pogorârea Sfântului Duh” din Fărcașa ctitorită în anul 1978, Biserica Romano-catolică cu hramul “Sfântul Nicolae” din Fărcașa, construită în secolul al XIV-lea, Biserica “Sfinții Arhangheli” din satul Sirbi ridicată în anul 1998, Biserica “Adormirea Maicii Domnului” din satul Tămaia construită în anul 1889 și Biserica greco-catolică cu hramul “Adormirea Preacuratei” din satul Tămaia, precum și Bisericile penticostale Bettel din Sîrbi și Elim din Fărcașa.
De asemenea pe teritoriul comunei mai pot fi vizitate trei cimitire evreiești: Buzești,Tămaia(reabilitate) și Fărcașa- în curs de reabilitare. Un alt obiectiv turistic îl poate constitui și Fabrica de sticlă aflată în prezent în curs de privatizare și repornire.În scurt timp vor începe lucrările de amenajare a Muzeului satului, obiectiv care va fi introdus,de asemenea în circuitul turistic.

## Cultură
Activitățile culturale se derulează în căminele culturale care sunt amenajate în toate satele componente ale comunei, iar Biblioteca comunală furnizează doritorilor de lectură un număr de peste 12.000 de volume, în diverse domenii de specialitate. Pentru promovarea tradițiilor locale, s-a înființat un Ansamblu folcloric de copii „Plaiuri Someșene” care a participat și participa la diferite manifestări artistice, în țară și în străinătate.
Periodic se editează o revistă a comunității numită "Gazeta de Fărcașa". Toată activitatea culturală ce se desfășoară în comună este reflectată pe site-ul Primăriei (Primăria Farcasa-Maramures.ro) sau pe pagina de Facebook " Comuna Fărcașa Maramureș"
În comuna Fărcașa există trei grădinițe: Tămaia,Sirbi și Fărcașa.
Activitatea școlară este concentrată într-un singur loc: în localitatea Fărcașa.Elevii sunt transportați zilnic la școală și acasă cu 2 microbuze și un autocar. Elevii și profesorii beneficiază de una dintre cele mai moderne școli din România.Săli de clasă,cabinete specializate și laboratoare moderne, dotate cu mobilier și tehnică de ultimă generație.La mansarda școlii există 10 camere, care oferă 40 de locuri de cazare în condiții excelente.Fiecare cameră dispune de baie proprie cu cabină de duș cu hidromasaj.Profesorilor navetiști li se decontează lunar suma cheltuită cu transportul.
Doritorii de mișcare beneficiază de o sală de sport polivalentă-în Fărcașa și o sală de gimnastică în Tămaia. De asemenea In incinta sălii de sport există și un modern teren sintetic, cu nocturnă, având 110 locuri în tribune.Pentru stimularea elevilor și îndemnul la practicarea sportului Primăria a cumpărat 30 de perechi de schiuri și 30 de biciclete echipate complet.În prezent este în curs de construire un stadion,în satul Tămaia, stadion care va avea o capacitate de 700 de locuri pe scaune,vestiare,lojă pentru presă,cabină de transmisie,parcare etc.

## Descrierea stemei
Stema comunei Fărcașa, se compune dintr-un scut triunghiular cu marginile rotunjite, împărțit în patru.
În partea superioară, în cartierul din dreapta, în câmp albastru, se află o biserică de aur.
În partea superioară, în cartierul din stânga, în câmp roșu, se află un stejar de argint.
În partea inferioară, în cartierul din dreapta, în câmp roșu, se află un spic de grâu, de aur.
În partea inferioară, în cartierul din stânga, în câmp albastru, se află o vază și un pahar din sticlă, de argint.
Scutul este trimbrat de o coroană murală de argint cu un turn crenelat.
Semnificațiile elementelor însumate:
Biserica simbolizează tradiția creștină a locuitorilor acestor meleaguri, unde în satele componente ale comunei au existat biserici de lemn încă din secolul al XVI-lea; în prezent, a mai rămas biserica de lemn din satul Buzești.
Stejarul semnifică faptul că localitatea se află într-o zonă bogată în foioase, unde există două specii de stejar, mai puțin răspândite în alte părți.
Spicul de grâu simbolizează ocupația locuitorilor din Lunca Someșului.
Paharul și vază de sticlă reprezintă fabrica de sticlă, care funcționează încă din anul 1945.
Coroana murală cu un turn crenelat semnifică faptul că localitatea are rangul de comună.

## Economie
Comuna Fărcașa dispune de un număr de peste 2400 locuri de muncă în diferite domenii: fabricarea de componente electrice, prelucrarea lemnului, transporturi, balastiere, agricultură-zootehnie etc. Cel mai mare obiectiv economic este Fabrica de contactoare "EATON" Electro Producție SRL care are aprox. 1800 de angajați.
Comuna oferă locuitorilor săi și potențialilor investitori o infrastructură bine pusă la punct: drumuri asfaltate sau pietruite, apă curentă(există o modernă uzină de apă), canalizare (inclusiv stație de epurare),telefonie digitală,internet de mare viteză,televiziune prin cablu(fibră optică),rețea de gaz metan,iluminat public nocturn(inclusiv între sate în zone nelocuite),serviciu de Pompieri și SMURD, Serviciu de evidență a populației,Centru Medical de Permanență,Banca,Birou Notarial etc.
Pentru angajații de pe raza comunei Fărcașa,care nu dispun de o locuință, s-au construit 3 blocuri prin ANL, care dispun de 36 de apartamente confortabile.În prezent se mai construiesc încă trei asemenea blocuri, aflate în stadiul de execuție a finisajelor interioare, urmând ca în 2014 să fie date în folosință.
În perioada comunistă, în Fărcașa a funcționat secția de sticlărie a întreprinderii producătoare de faianță Faimar din Baia Mare.

## Personalități
- Coriolan Tămâian (1904-1990), preot greco-catolic, rector al Academiei Teologice din Oradea, deținut politic